# Річард Ебелінг
Річард М. Ебелінг (англ. Richard Ebeling; нар. 30 січня 1950) — американський економіст-лібертаріанець, який був президентом Фонду економічної освіти (FEE) з 2003 по 2008 рік.
В цей час Ебелінг є заслуженим професором етики та лідерства вільного підприємництва в Цитаделі в Чарльстоні, штат Південна Кароліна.
Ебелінг є прихильником Австрійської школи економіки і багато пише на цю тему, зокрема, надихаючись роботами Фрідріха Гаєка, Ізраїля Кірцнера, Людвіга Лахмана та Людвіга фон Мізеса. Значна частина його кар'єри була присвячена Людвігу фон Мізесу. Він систематизував вибрані праці Мізеса, що були пограбовані нацистами з його віденської квартири у 1938 році, а згодом захоплені Радянською Армією наприкінці Другої світової війни.[Після виявлення та перекладу документів Ебелінг відредагував та опублікував тритомник «Вибрані праці Людвіга фон Мізеса».
Останні роботи Ебелінга включають «Політичну економію», «Державну політику» та «Монетарну економіку»: Людвіг фон Мізес та австрійська традиція" (Routledge, 2010), «Австрійська економіка та політична економія свободи» (Edward Elgar, 2003), «Монетарне центральне планування та держава» (The Future of Freedom Foundation, 2015) та «За новий лібералізм» (American Institute for Economic Research, 2019). Він був співавтором та співредактором книги «На захист капіталізму» у 5 томах.

## Біографія
Ебелінг здобув ступінь бакалавра економіки в Каліфорнійському державному університеті в Сакраменто, ступінь магістра економіки в Ратгерському університеті та ступінь доктора економіки в Мідлсекському університеті в Лондоні.
Ебелінг працював викладачем в Університетському коледжі Корка, Ірландія, з 1981 по 1983 рік, доцентом в Університеті Далласа з 1984 по 1988 рік, а потім професором економіки імені Людвіга фон Мізеса в Коледжі Хіллсдейл з 1988 по 2003 рік. З 1989 по 2003 рік він також обіймав посаду віце-президента з академічних питань Фонду «Майбутнє свободи». У травні 2003 року Ебелінг був призначений президентом Фонду економічної освіти (FEE), а у квітні 2008 року оголосив, що йде у відставку, щоб повернутися до викладання. З 2004 по 2005 рік Ебелінг працював ад'юнкт-професором у Королівському коледжі в Нью-Йорку. Він також працює ад'юнкт-дослідником в Інституті Людвіга фон Мізеса в Оберні, штат Алабама.
Ебелінг був запрошеним професором Шелбі К. Девіс з американської економічної історії та підприємництва в Трініті-коледжі в Гартфорді, штат Коннектикут (2008—2009) і старшим науковим співробітником Американського інституту економічних досліджень (AIER) у Грейт-Баррінгтоні, штат Массачусетс (2008—2009). Ебелінг був професором економіки в Нортвудському університеті (2009—2014) у Мідленді, штат Мічиган.